# Kujava
Kujava (cyr. Кујава) – wieś w Czarnogórze, w gminie Danilovgrad. W 2011 roku liczyła 94 mieszkańców.